# Démographie de la Mongolie
La population de la Mongolie à mi-2016 est de 3 031 330 habitants d'après des estimations de la CIA.
Lors du recensement officiel de 2010, la Mongolie comptait 2 754 685 habitants.

## Évolution des principaux indicateurs démographiques[7]
| Période     | Naissances annuelles | Décès annuels | Solde naturel annuel | Taux de natalité (‰) | Taux de mortalité (‰) | Solde naturel (‰) | Indice de fécondité | Taux de mortalité infantile |
| ----------- | -------------------- | ------------- | -------------------- | -------------------- | --------------------- | ----------------- | ------------------- | --------------------------- |
| 1950 - 1955 | 33 000               | 18 000        | 15 000               | 40,0                 | 21,4                  | 18,6              | 5,60                | 182,9                       |
| 1955 - 1960 | 39 000               | 19 000        | 20 000               | 43,0                 | 20,7                  | 22,2              | 6,30                | 164,9                       |
| 1960 - 1965 | 49 000               | 19 000        | 30 000               | 47,9                 | 18,4                  | 29,5              | 7,50                | 134,5                       |
| 1965 - 1970 | 54 000               | 19 000        | 34 000               | 44,8                 | 15,9                  | 28,8              | 7,50                | 118,6                       |
| 1970 - 1975 | 59 000               | 19 000        | 40 000               | 43,0                 | 13,9                  | 29,1              | 7,50                | 106,5                       |
| 1975 - 1980 | 63 000               | 21 000        | 42 000               | 39,6                 | 13,1                  | 26,5              | 6,65                | 104,5                       |
| 1980 - 1985 | 69 000               | 22 000        | 47 000               | 38,1                 | 12,4                  | 25,7              | 5,75                | 102,3                       |
| 1985 - 1990 | 75 000               | 22 000        | 53 000               | 36,6                 | 10,8                  | 25,9              | 4,90                | 91,7                        |
| 1990 - 1995 | 62 000               | 22 000        | 40 000               | 27,6                 | 9,6                   | 18,0              | 3,30                | 66,6                        |
| 1995 - 2000 | 52 000               | 20 000        | 33 000               | 22,1                 | 8,3                   | 13,8              | 2,50                | 54,7                        |
| 2000 - 2005 | 47 000               | 17 000        | 30 000               | 19,1                 | 7,0                   | 12,2              | 2,10                | 43,5                        |
| 2005 - 2010 | 62 000               | 17 000        | 45 000               | 23,4                 | 6,5                   | 16,9              | 2,50                | 36,0                        |

## Natalité
Le taux de fécondité en Mongolie est estimé à 3,1 enfants par femme d'après une enquête démographique réalisée en 2013.

## Distribution de la population
La population est de plus en plus urbanisée, près de la moitié vivant dans la capitale et les centres provinciaux. La vie semi-nomade reste prédominante dans les campagnes où les familles vivent dans des villages durant le rude hiver et dans des gers durant l’été.
La population d'Oulan-Bator, la capitale, s'élève à 1 115 000 habitants.

## Ethnie
Bien que 95 % de la population soit d’origine mongole (Khalkhas, Dörbets, etc.), il existe une forte minorité de Kazakhs, Touviniens, Bouriates et Toungouses. Le taux d’accroissement de la population est estimé à 1,54 % (recensement de 2000). Près des 2/3 de la population est âgé de moins de 30 ans et 36 % de moins de 14.

## Religion
Environ 50 % des Mongols sont bouddhistes tibétains, 40 % sans religion, 6 % chamanistes ou chrétiens, et 4 % musulmans.

## Sources
1. ↑  L'indicateur conjoncturel de fécondité (ICF) pour une année donnée est la somme des taux de fécondité par âge observés cette année. Cet indicateur peut être interprété comme le nombre moyen d'enfants qu'aurait une génération fictive de femmes qui connaîtrait, tout au long de leur vie féconde, les taux de fécondité par âge observés cette année-là. Il est exprimé en nombre d’enfants par femme. C’est un indicateur synthétique des taux de fécondité par âge de l'année considérée.
2. ↑   Le taux de natalité  est le rapport du nombre de naissances vivantes l'année à la population totale moyenne de l'année.
3. ↑   Le taux de mortalité  est le rapport du nombre de décès, au cours d'une année, à la population moyenne de l'année.
4. ↑  Le taux de mortalité infantile est le rapport entre le nombre d'enfants décédés à moins d'un an et l'ensemble des enfants nés vivants.
5. ↑  L'espérance de vie à la naissance  est égale à la durée de vie moyenne d'une génération fictive qui connaîtrait tout au long de son existence les conditions de mortalité par âge de l'année considérée. C'est un indicateur synthétique des taux de mortalité par âge de l'année considérée.
6. ↑  https://www.cia.gov/the-world-factbook/countries/mongolia CIA World Factbook
7. ↑  Detailed Indicators World Population Prospects: The 2010 Revision]